# Вторичный эндосперм

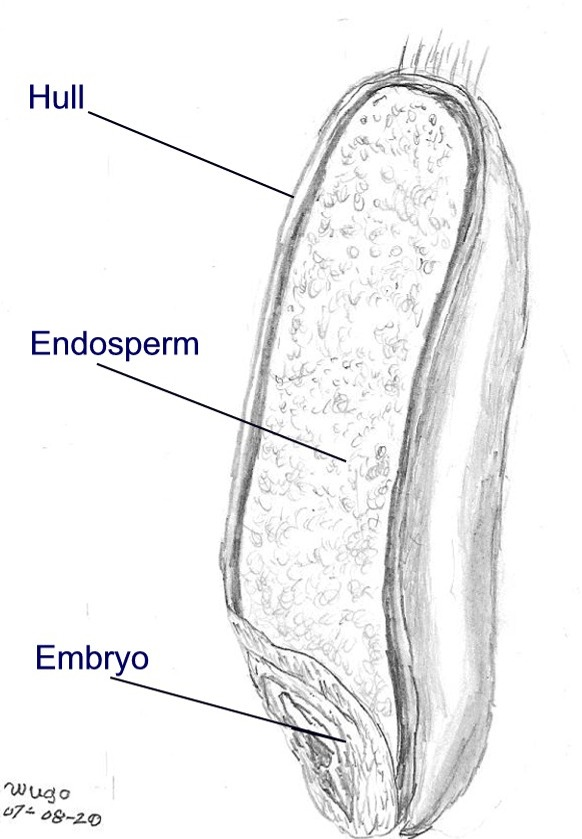
Эндосперм +

Втори́чный эндоспе́рм — ткань, образующаяся в семенах большинства цветковых растений во время оплодотворения. Эндосперм окружает зародыш и обеспечивает его питание за счет крахмала, растительных масел и белков. Это делает эндосперм цветковых растений важным источником питательных веществ в диете человека. Например, эндосперм пшеницы после размалывания представляет собой муку, из которой пекут хлебобулочные изделия, эндосперм ячменя используют для пивоварения.
Первичный эндосперм образуется до оплодотворения из мегаспоры и соответствует женскому гаметофиту. Он наблюдается у голосеменных. Клетки эндосперма голосеменных первоначально гаплоидные, затем в результате слияния ядер становятся полиплоидными.

## Происхождение эндосперма у покрытосеменных
Примитивные цветковые растения имеют семена с крупным эндоспермом и мелким зародышем. Эволюционное развитие привело к появлению растений с семенами, в которых эндосперм невелик или отсутствует. У продвинутых групп цветковых зародыш занимает большую часть семени, и эндосперм не развивается или потребляется зародышем к моменту созревания семени.

### Двойное оплодотворение
Двойное оплодотворение у покрытосеменных открыл С. Г. Навашин в 1898 году при изучении процесса оплодотворения у лилии кудреватой и рябчика восточного. Эндосперм образуется, когда два спермия из пыльцевого зерна (мужского гаметофита) прорастают до зародышевого мешка (женского гаметофита). Один спермий оплодотворяет яйцеклетку, при этом образуется зигота, а второй сливается с центральной клеткой зародышевого мешка, и при этом образуется первичная клетка эндосперма (с тройным набором хромосом), которая развивается в эндосперм. Такой процесс называется двойным оплодотворением.
Около 70 % покрытосеменных имеют полиплоидные эндоспермы, обычно триплоидные, но встречаются и варианты от 2n до 15n (наборов хромосом).
Древнее цветковое растение Nuphar polysepala из рода Кубышка имеет диплоидный эндосперм, результат слияния спермия с одной полярной клеткой. Это предполагается и для ряда других базальных покрытосеменных. Считается, что на ранней стадии развития цветковых произошло изменение в данном типе развития и стал образовываться не семи-, а восьмиклеточный зародышевый мешок с диплоидным эндоспермом.

### Образование эндосперма
Существует два типа образования эндосперма — ядерный (нуклеарный, nuclear), при этом образуется жидкий эндосперм и клеточный, когда происходит образование клеточных стенок при делении ядер. Среди покрытосеменных наиболее распространен клеточный тип. Сладкая кукуруза собирается в период ядерного образования эндосперма, до момента превращения сахаров в крахмал и формирования клеточных стенок. Кокосовая вода является жидким эндоспермом.

## Значение в развитии растения
Эндосперм осуществляет транспорт питательных веществ из материнского организма в семя, в эндосперме может происходить импринтинг генов. У покрытосеменных эндосперм содержит гормоны, например, цитокинины, которые регулируют дифференцировку клеток и образование зародышевых органов.